# Якуб Накладал
Якуб Накладал (чеськ. Jakub Nakládal; 30 грудня 1987, м. Градець-Кралове, ЧССР) — чеський хокеїст, захисник. Виступає за «Калгарі Флеймс» у НХЛ.
Вихованець хокейної школи ХК «Градец-Кралове». Виступав за ХК «Пардубице», ХК «Бероуншті Медведі», ХК «Врхлабі», ХК «Хрудім», «Салават Юлаєв» (Уфа), «Спартак» (Москва), «Лев» (Прага), ТПС (Турку).
В чемпіонатах Чехії — 161 матч (16+27), у плей-оф — 22 матча (2+5).
У складі національної збірної Чехії учасник чемпіонатів світу 2012, 2013 і 2015 (28 матчів, 0+10).
Досягнення
- Бронзовий призер чемпіонату світу (2012)
- Чемпіон Чехії (2010), срібний призер (2007), бронзовий призер (2011).